# OTHER PEOPLE'S SONGS
『OTHER PEOPLE’S SONGS』は、日本のア・カペラ ヴォーカルグループ、SMOOTH ACEの6枚目のカバー・アルバム。2004年4月14日にTOSHIBA EMIからリリースされ、16曲が収録されている。

## 収録曲
全コーラス・アレンジ：SMOOTH ACE。
特記以外全編曲：TEAM SMOOTH ACE
1. LOVE LOVE LOVE（作詞：吉田美和、作曲：中村正人）
2. らいおんハート（作詞：野島伸司、作曲：コモリタミノル）
3. You Go Your Way（作詞：小山内舞、作曲：豊島吉宏）
4. ANNIVERSARY（作詞・作曲：松任谷由実）
5. Everything（作詞：MISIA、作曲：松本俊明）
6. 亜麻色の髪の乙女~ウインター•アカペラ•ヴァージョン~（Vocal 島谷ひとみ）（作詞：橋本淳、作曲：すぎやまこういち、編曲：Smooth Ace）
7. もう恋なんてしない（作詞・作曲：槇原敬之）
8. Missing（作詞・作曲：久保田利伸）
9. One more time,One more chance（作詞・作曲：山崎将義）
10. そして僕は、途方に暮れる（作詞：銀色夏生、作曲：大沢誉志幸）
11. クリスマス・イブ（作詞・作曲：山下達郎）
12. KISS OF LIFE（作詞・作曲：平井堅、中野雅仁、編曲：岩城由美）
13. Yes-No（作詞・作曲：小田和正、編曲：Ta）
14. 見上げてごらん夜の星を（featuring 大島花子）（作詞：永六輔、作曲：いずみたく、編曲：岩城由美）
15. X’MAS DAY IN THE NEXT LIFE（作詞：鈴木慶一、作曲：高橋幸宏、編曲：権藤知彦 ）
16. 逢いたいね（作詞：森雪之丞、作曲：重住ひろこ、編曲：岩城由美 ）

## パーソネル
重住ひろこ、岡村玄、平慎也、李眞姫（vo, cho）／富樫春生（pf）／土方隆行（g）／清水靖晃（ts）／渡辺悠（vp）／岩城由美、権藤知彦、Ta（prg）

## スタッフ
レコーディング・エンジニア：加藤博実、叶眞司。ミキシング・エンジニア：加藤博実、森岡徹也。マスタリング・エンジニア：相川洋一

## 品番
TOCT-25346